# Chane-ye Tabatabayi

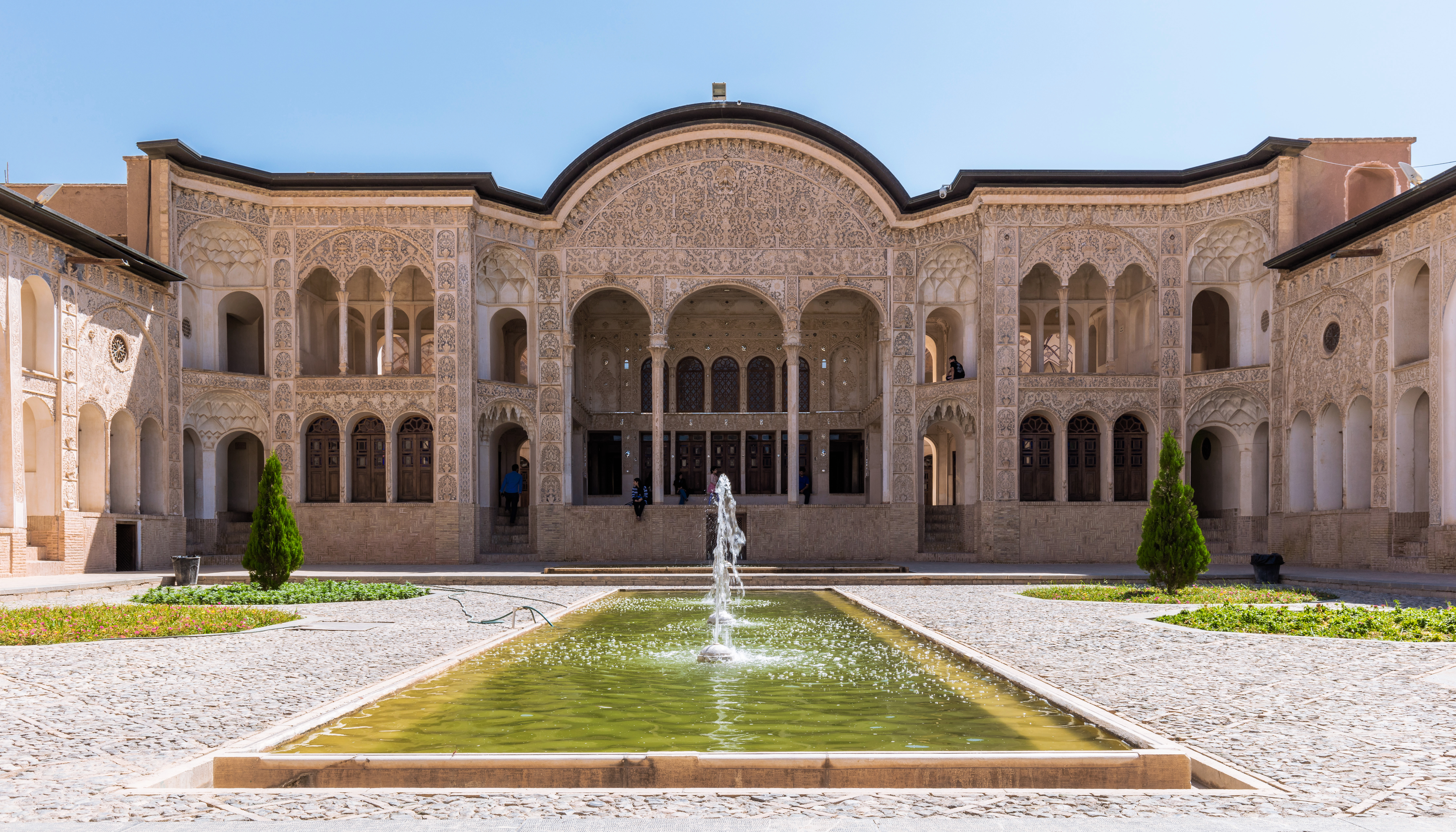
Blick in den Wohnhof des Tabatabaei-Hauses

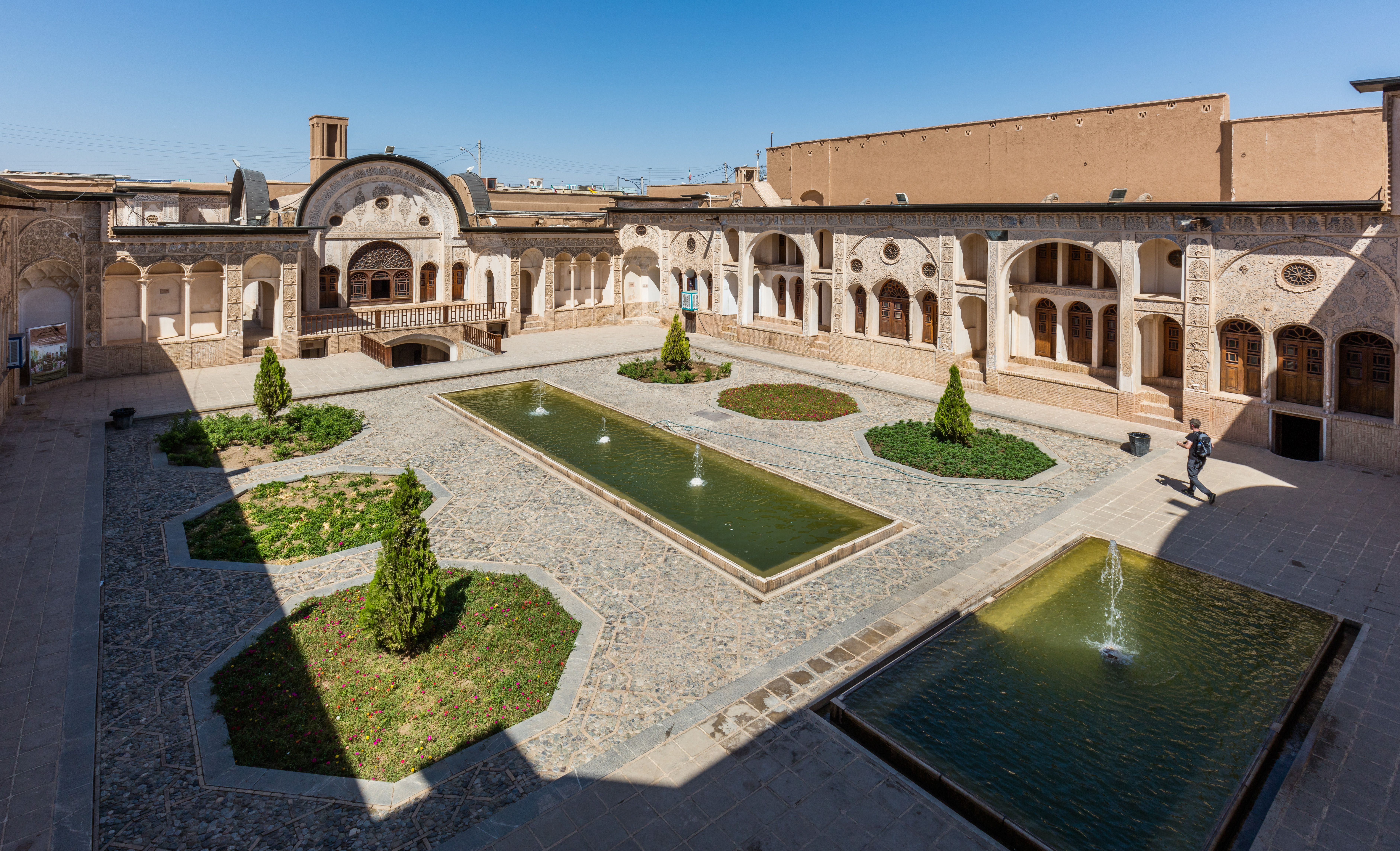
Ein anderer Blickwinkel mit Houz in der Bildmitte

Das Kuppelinnere

Das Chane-ye Tabatabayi (persisch خانه طباطبایی‌ها, DMG Ḫāne-ye Ṭabāṭabāyī-hā, ‚Ṭabāṭabāyī-Haus‘) ist ein historisches Bürgerhaus in der Oasenstadt Kaschan in der Provinz Isfahan, Iran. Bauherr und Besitzer war der reiche Kadscharen-Kaufmann Sayyid Dschaʿfar Tabatabayi.

## Geschichte
Das Gebäude entstand 1834. Sein Architekt war Ustad Ali Maryam, der später auch das Chane-ye Borudscherdi (1857) baute. Bei Errichtung des „Chane-ye Borudscherdi“ galt das „Khaneh Tabatabaei“ als Leitbild.
Die Anlage umschließt vier Wohnhöfe, beinhaltet feine Wandmalereien und wartet mit eleganten Buntglasfenstern und einer Vielzahl klassischer traditioneller Elemente der Wohnhauskultur der Zeit auf. Zugänglich ist der Außenteil, der innere Teil dient Wohnzwecken.